# Roccagorga
Roccagorga là một đô thị tại tỉnh Latina trong vùng Lazio, có vị trí khoảng 70 km về phía đông nam của Roma và khoảng 20 km về phía đông bắc của Latina. Tại thời điểm ngày 31 tháng 12 năm 2004, đô thị này có dân số 4.471 người và diện tích là 24 km².
Roccagorga giáp các đô thị: Carpineto Romano, Maenza, Priverno, Sezze.